# Arena Football League 2015
Die Arena-Football-League-Saison 2015 war die 28. Saison der Arena Football League (AFL). Ligameister wurden die San Jose Sabercats, die die Jacksonville Sharks im ArenaBowl XXVIII bezwangen.

## Teilnehmende Mannschaften
| Anzahl Mannschaften | 12                                                      |
| ------------------- | ------------------------------------------------------- |
| Neu in der Liga     | Las Vegas Outlaws                                       |
| Ausgeschieden       | Pittsburgh Power, Iowa Barnstormers. San Antonio Talons |

## Regular Season
| American Conference    |    |    |   |      |          |
| East Division          |    |    |   |      |          |
| Team                   | S  | N  | U | Heim | Auswärts |
| x-Philadelphia Soul    | 15 | 3  | 0 | 9–0  | 6–3      |
| y-Cleveland Gladiators | 8  | 10 | 0 | 3–6  | 5–4      |
| New Orleans Voodoo     | 3  | 14 | 1 | 3–6  | 0–8-1    |
| South Division         |    |    |   |      |          |
| Team                   | S  | N  | U | Heim | Auswärts |
| x-Orlando Predators    | 12 | 6  | 0 | 7–2  | 5–4      |
| y-Jacksonville Sharks  | 10 | 8  | 0 | 7–2  | 3–6      |
| Tampa Bay Storm        | 7  | 11 | 0 | 5–4  | 2–7      |

| National Conference |    |    |   |       |          |
| Pacific Division    |    |    |   |       |          |
| Team                | S  | N  | U | Heim  | Auswärts |
| x-San Jose SaberCat | 17 | 1  | 0 | 8–1   | 9–0      |
| y-Spokane Shock     | 7  | 11 | 0 | 4–5   | 3–6      |
| y-Portland Thunder  | 5  | 13 | 0 | 5–4   | 0–9      |
| West Division       |    |    |   |       |          |
| Team                | S  | N  | U | Heim  | Auswärts |
| x-Arizona Rattlers  | 14 | 4  | 0 | 8–1   | 6–3      |
| Las Vegas Outlaws   | 5  | 12 | 1 | 3–5-1 | 2–7      |
| Los Angeles Kiss    | 4  | 14 | 0 | 3–6   | 1–8      |

Siege, Niederlage,Unentschieden, x-Division Titel, y-Playoffs erreicht

## Playoffs
| Viertelfinale | Viertelfinale | Viertelfinale |    |              | Halbfinale | Halbfinale | Halbfinale |  |  | ArenaBowl XXVIII | ArenaBowl XXVIII | ArenaBowl XXVIII |
|               |               |               |    |              |            |            |            |  |  |                  |                  |                  |
| 1             | Philadelphia  | 47            |    |              |            |            |            |  |  |                  |                  |                  |
| 4             | Cleveland     | 35            |    |              |            |            |            |  |  |                  |                  |                  |
| 4             | Cleveland     | 35            | 1  | Philadelphia | 56         |            |            |  |  |                  |                  |                  |
|               |               |               | 1  | Philadelphia | 56         |            |            |  |  |                  |                  |                  |
|               | 3             | Jacksonville  | 61 |              |            |            |            |  |  |                  |                  |                  |
| 2             | 3             | Jacksonville  | 61 | Orlando      | 33         |            |            |  |  |                  |                  |                  |
| 2             |               |               |    | Orlando      | 33         |            |            |  |  |                  |                  |                  |
| 3             | Jacksonville  | 55            |    |              |            |            |            |  |  |                  |                  |                  |
| 3             | Jacksonville  | 55            | 3  | Jacksonville | 47         |            |            |  |  |                  |                  |                  |
|               |               |               |    | Jacksonville | 47         |            |            |  |  |                  |                  |                  |
|               | 1             | San Jose      | 68 |              |            |            |            |  |  |                  |                  |                  |
| 1             | 1             | San Jose      | 68 | San Jose     | 55         |            |            |  |  |                  |                  |                  |
| 1             |               |               |    | San Jose     | 55         |            |            |  |  |                  |                  |                  |
| 4             | Portland      | 28            |    |              |            |            |            |  |  |                  |                  |                  |
| 4             | Portland      | 28            | 1  | San Jose     | 70         |            |            |  |  |                  |                  |                  |
|               |               |               | 1  | San Jose     | 70         |            |            |  |  |                  |                  |                  |
|               | 2             | Arizona       | 67 |              |            |            |            |  |  |                  |                  |                  |
| 2             | 2             | Arizona       | 67 | Arizona      | 72         |            |            |  |  |                  |                  |                  |
| 2             |               |               |    | Arizona      | 72         |            |            |  |  |                  |                  |                  |
| 3             | Spokane       | 41            |    |              |            |            |            |  |  |                  |                  |                  |

### ArenaBowl XXVIII
Der ArenaBowl XXVIII wurde am 29. August 2015 in der Stockton Arena in Stockton, Kalifornien ausgetragen. Das Spiel verfolgten 9.115 Zuschauer.

## Regular Season Awards
| Award                | Gewinner       | Position    | Team              |
| -------------------- | -------------- | ----------- | ----------------- |
| Most Valuable Player | Dan Raudabaugh | Quarterback | Philadelphia Soul |
| Coach Of The Year    | Clint Dolezel  | Head Coach  | Philadelphia Soul |

## Zuschauertabelle
| Team                 | Zuschauerschnitt |
| -------------------- | ---------------- |
| Arizona Rattlers     | 10.701           |
| Cleveland Gladiators | 11.558           |
| Jacksonville Sharks  | 10.006           |
| Las Vegas Outlaws    | 5.323            |
| Los Angeles Kiss     | 7.913            |
| New Orleans VooDoo   | 4.066            |
| Orlando Predators    | 11.459           |
| Philadelphia Soul    | 8.491            |
| Portland Thunder     | 8.290            |
| San Jose SaberCats   | 8.814            |
| Spokane Shock        | 8.034            |
| Tampa Bay Storm      | 12.312           |
| Ligadurchschnitt     | 8.947            |